# Копис

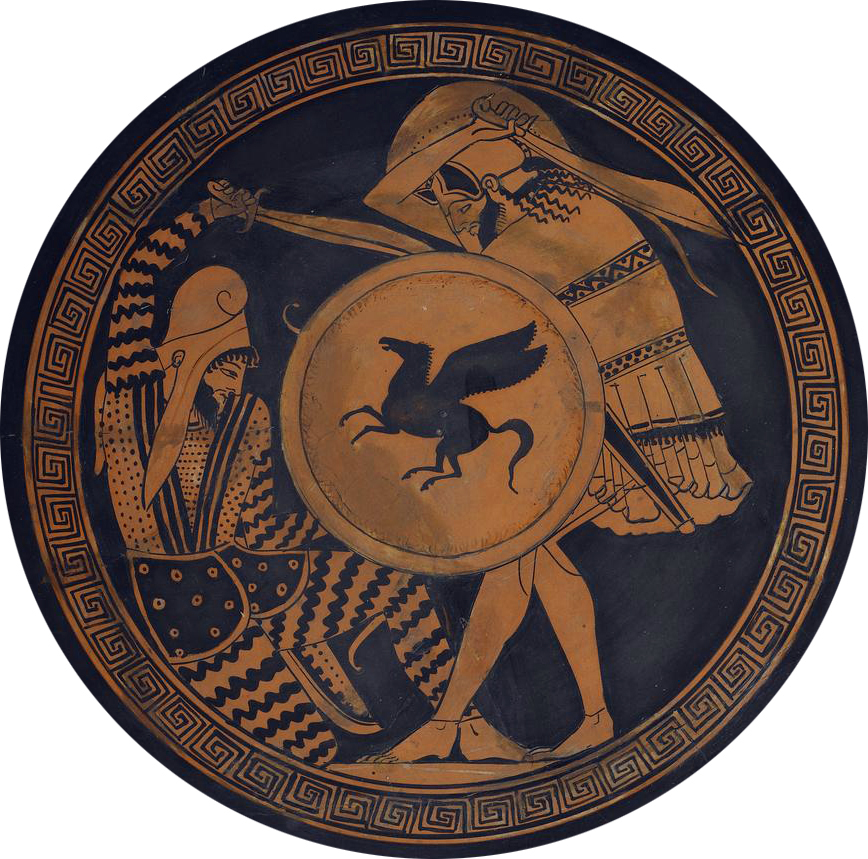
Греческий гоплит, сражающийся с персидским воином-лучником. Оба вооружены кописами. Рисунок с древней килика (вазы), 5 век до н. э. Национальный археологический музей, Афины.

Копи́с (др.-греч. κοπίς от  κόπτω «рубить, отсекать») — разновидность холодного оружия с лезвием на внутренней части клинка, предназначенное в первую очередь для рубящих ударов.
Такие мечи находили у разных народов в разные времена, часто отличая их между собой лишь названием. Первым оружием такого типа считается древнеегипетский хопе́ш, несомненно происходящий от серпа. Но хопеш мог иметь как внешнюю, так и внутреннюю, а иногда и двойную заточку, и самое главное — имел довольно длинную (50-60 см) рукоять, то есть являлся укороченной алебардой, в то время как копис затачивался с внутренней стороны подобно серпу, и имел рукоять сабельного типа. По-видимому копис появился как тип вооружения в Шумере, позже через мидийцев попал в Элладу. Наибольшее же распространение получил в Иберии.
Еврипидом и Плутархом это слово использовалось для обозначения ножа для разделки мяса, Ксенофонт так называл мечи персов и египтян. По смыслу можно сделать предположение, что копис приспособлен скорее для рубящего удара.
Длина лезвия ранних греческих образцов составляла 65 см, тогда как длина лезвия македонского кописа не превышала 48 см.
Римский историк Квинт Курций Руф в своей истории Александра Македонского один раз упоминает кописы в битве с индийцами, необычные для римского автора: «Слегка изогнутые мечи, похожие на серпы, назывались копидами, ими рубили хоботы слонов.»

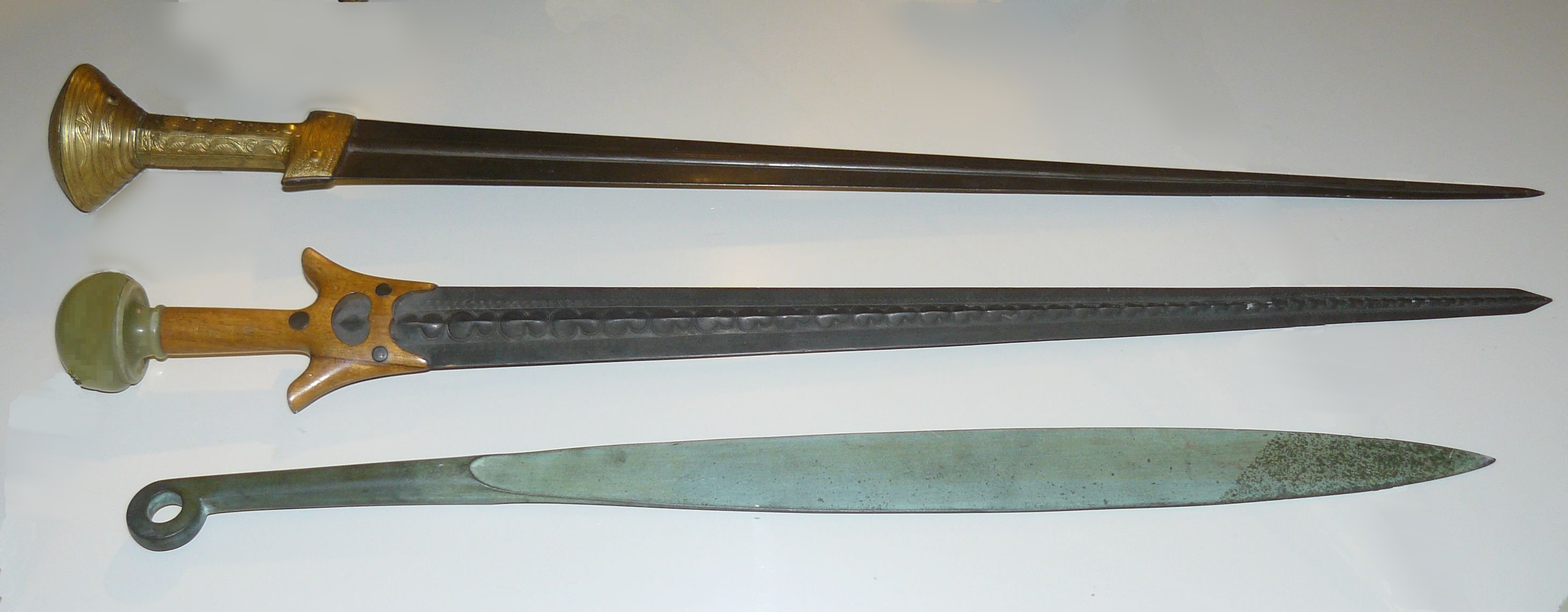
Микенское оружие. Вверху и в середине мечи, внизу копис.

Другим словом, обозначающим такой же изогнутый меч, является махайра (махера; др.-греч. μάχαιρα), то есть нож в современном греческом. Это слово в античности широко применялось к обозначению всяких режущих предметов, от бытовых ножей до мечей римлян. Ксенофонт употребляет «копис» и «махайра» по отношению к одному и тому же типу меча, но из контекста его сочинений ясно, что под «махайрой» он подразумевал режущий тип клинка в отличие от колющего, а под «кописом» — изогнутый меч:

Для нанесения вреда противнику мы более предпочитаем кривую саблю (μάχαιραν), чем прямой меч (ξίφος), потому что для всадника с высокого места удар саблею (κοπίς) удобнее, чем удар мечом.

Таким образом махайра является более широким понятием, чем копис. Византийская Суда X века (словарь значений древнегреческих слов) даёт определение слову «махайра» как просто меч, ссылаясь на текст древнегреческого историка Полибия, который именовал кельтеберийские обоюдоострые мечи и исконно римские мечи словом махайра. В более ранних текстах греки называли мечи ксифосами (др.-греч. ξίφος).
Копис как меч заимствован греками, видимо, от персов с VI в. до н. э., Геродот упоминает о таком оружии персидской тяжёлой кавалерии (1-я половина V в. до н. э.). Длина клинков из археологических находок в Греции варьируется от 53 до 70 см. На некоторых экземплярах обух клинка прямой, такие кописы напоминают классическое мачете. В Греции копис применялся ограниченно, судя по редким изображениям на вазах и археологическим находкам, зато стал национальным оружием в Иберии, куда его, вероятно, занесли купцы и наёмники примерно в VI−V в. до н. э.

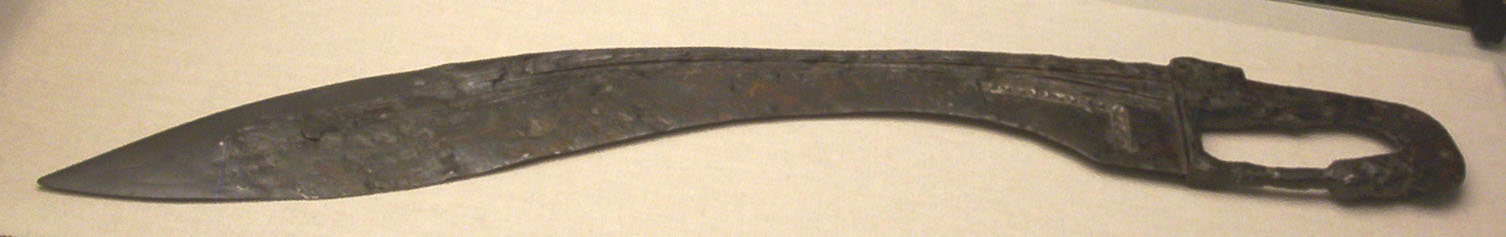
Фальката из музея в Мадриде (IV в. до н. э.)

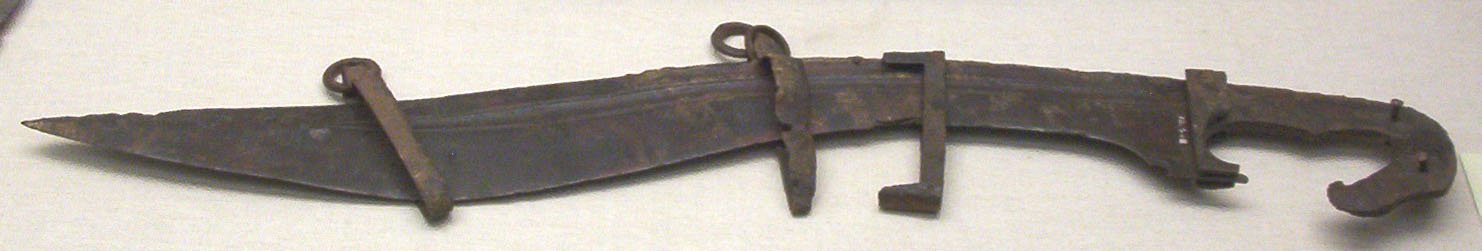
Фальката с остатками ножен из музея в Мадриде (III в. до н. э.)

Название фальката (лат. falcata) не является историческим, оно возникло лишь во второй половине XIX века с лёгкой руки одного из переводчиков с латинского, который принял образное описательное выражение ensis falcatus — «меч, изогнутый подобно серпу» — за название вида оружия. Сами римляне называли это оружие «испанской саблей» — machaera Hispana (не путать с состоявшим на вооружении самих римских легионеров gladius Hispaniensis, прямым мечом с листовидным клинком).
По преданиям, иберийские оружейники в III в. до н. э. проверяли качество стали таким образом: клали меч плашмя себе на голову и сгибали так, чтобы оба его конца касались плеч. При отпускании меч должен распрямиться без последствий. Хотя оружейники повторяли этот трюк многократно, меч всегда восстанавливал форму. Это описание указывает на то, что для него применялась закалённая сталь, способная пружинить, в отличие от бронзы или железа.
Ранние образцы фалькаты V−IV в. до н. э. воспроизводят собой греческие кописы с рукоятью в форме птичьей головы или животного. Затем художественные излишества греков перешли в более функциональную, удобную для ладони форму, а клинок приобрёл совершенство формы.
Длина фалькаты в среднем около 60 см. Испанцы носили её в ножнах за спиной. Вдоль ножен прикреплялись 3 или 4 кольца, длинная перевязь пропускалась сквозь кольца. Иногда носили проще, засунув за пояс (по античным статуэткам).
Клинок кописа (или фалькаты) расширяется по направлению к кончику, из-за чего центр тяжести смещается на удаление от руки. В результате кинетическая энергия удара увеличивается, а благодаря изогнутому вперёд лезвию рубящая способность значительно возрастает по сравнению с прямым мечом. 